# デルタ III
デルタ IIIは、アメリカ合衆国の衛星打ち上げ用使い捨て型ロケットである。開発・生産はボーイング社。最初のデルタIIIは1998年8月27日に打上げが試みられた。最初の連続2回失敗し、3回の打ち上げは予定の軌道よりも低い軌道に模擬のペイロードを投入した。デルタIIIはこれまでのデルタロケットシリーズのデルタ IIの2倍の重量のペイロード投入能力である8,400 ポンド (3,800 kg)の貨物を静止トランスファ軌道へ投入する能力があったが、実用化には至らなかった。価格は$85M。

## 歴史
1990年代を通じて、人工衛星の重量は着実に増えつつあった。増大する重量のペイロードをデルタIIでは、打ち上げることは出来なくなるという事が明らかになった。さらに、デルタロケットはミッションに柔軟に対応でき、運用経費の低減よりも開発費を抑えるように設計された為に比較的複雑なロケットだった。ボーイングは市場での需要に対応する為に打ち上げ能力を向上し、競争力のある価格設定と射場での運用を優先する必要性があることを感じた。
1998年8月27日のケープカナベラル空軍基地からの初打ち上げが失敗した原因はデルタIIから移植した1段目の飛行の誘導コンピュータのソフトウェアの不具合が原因だった。姿勢制御に使用される油圧装置の減圧により、制御を喪失し機体は破壊された。このため、ギャラクシーX衛星(ヒューズ社の HS601 HP 型)は大西洋へと墜落した。
同様に1999年5月4日の2度目のケープカナベラルからの打ち上げも失敗に終わった。2段目のエンジンは圧力異常と破壊を検知して燃焼中だったがエンジンが停止した。オリオン3衛星(ヒューズ HS601 型)は不適切な軌道に投入されてしまった。
2000年8月23日の3回目は、DM-F3ペイロードの打ち上げだった。これはHS601通信衛星を模倣したダミー衛星で機体の状態を監視する為のセンサーが備えられた。最終的な軌道は予定よりやや低い(予定では185 x 23,404 kmだったが180.76 x 20,694 km x 27.5 deg.)軌道であり、遠地点は3,000 kmで許容範囲内でボーイング社は成功であると発表した。.しかし、複数の要因により衛星の打ち上げ市場は縮小しており、2度の連続する失敗により顧客から信頼を獲得できず、新型のデルタ IVの登場により、この3回目がデルタIIIの最後の打ち上げになった。

## 機体の詳細
デルタIIIはケロシン/液体酸素を推進剤とするデルタ IIと同等のロケットエンジンを1段目に使用する。機体の全長を適切な長さに保ち、高高度での横風による姿勢制御の問題を回避する為に第1段は短縮された。1段目はより大きな上部を積めるように改良されてもいる。ケロシン(RP-1)の燃料タンクは従来は液体酸素タンクのように直径8フィートだが液体水素タンクのようにタンクの全長を短縮する為に直径4mにされた。これは三菱重工で生産された
。全長に合わせ、射塔の高さも調整された。

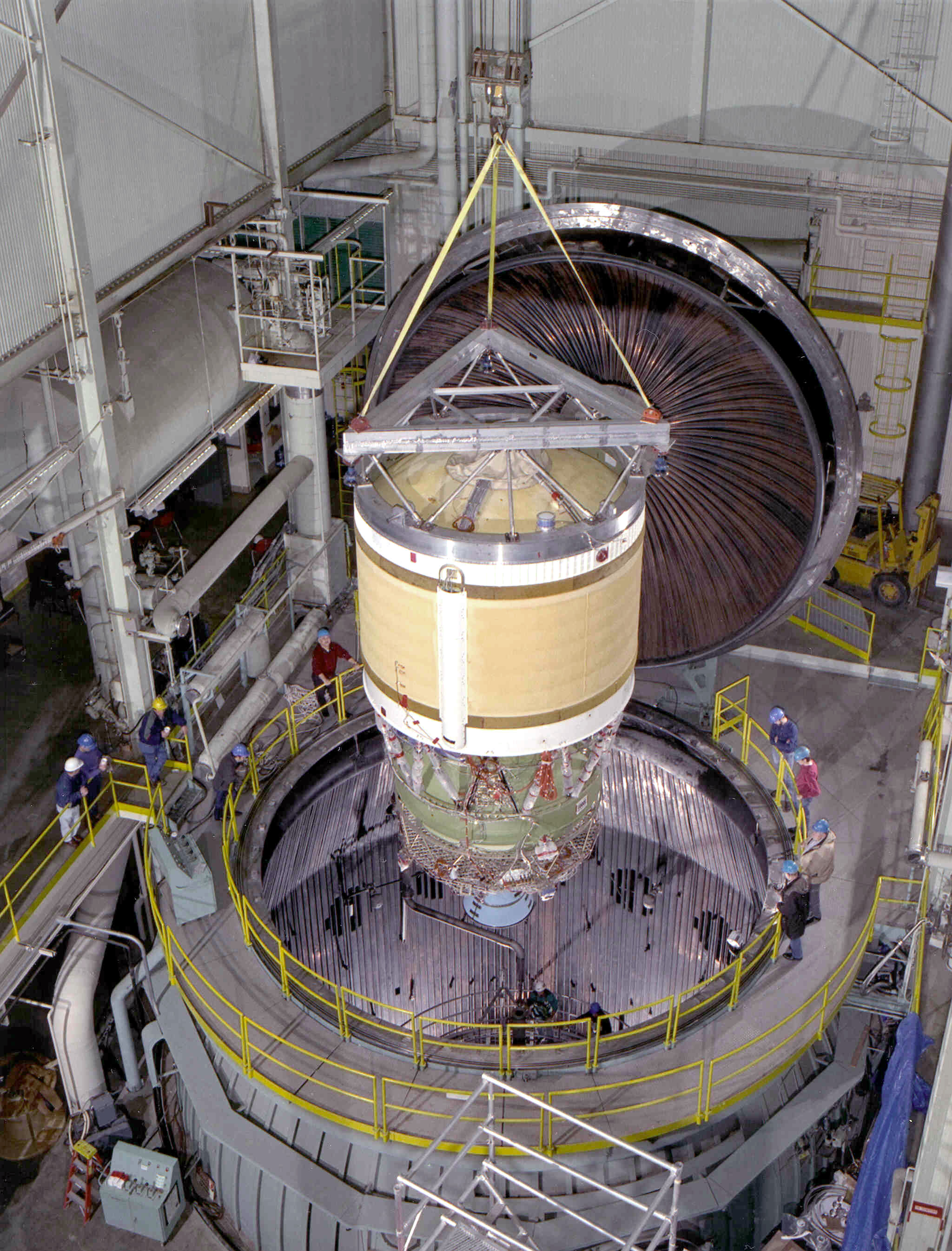
デルタIIIの上段

上段のエンジンは液体水素/液体酸素を燃焼する高性能のプラット&ホイットニーのRL10エンジンに換装された。液体水素燃料タンクの直径は4mでスペースシャトルの外部燃料タンクと同様の断熱材で覆われており三菱重工によって製造された。分離された液体酸素タンクの直径は2.4mで以前のデルタロケットの物と同等である。どちらも構造的に安定していた。セントール上段ロケットに搭載されていたRL10エンジンはノズルが延長されて新しいRL10B-2仕様になった。ノズルは効率を高める為に宇宙空間上で伸展する構造になっている。伸展部はフランスのSEP社によって製造された炭素複合材で出来ている。
補助ロケットは9基あり、大型化されている。固体燃料補助ロケットはアリアン社のGEM-46,でGEM LDXL(直径が大きく長さが延長された)とも呼ばれる。デルタIIのGEMが全長13 mで直径が1.01 m (40 inches)だったのに対して全長14.7mで直径が1.17 m (46 inches)であった。6基が発射台上で点火され3基は飛行中に点火された。姿勢制御の為に3基の補助ロケットに推力偏向ノズルが備えられた。大型のペイロードに対応した新しい衛星フェアリングは装備している。これは複合材料で出来ており直径4mの上段の液体水素タンクと適合する。
初期の4桁のデルタロケットの番号制が踏襲され、デルタIIIは技術的にはデルタ8930として呼称される。
GTO(静止トランスファ軌道)へ投入されるペイロード量は、全体でデルタIIの2倍になり、計画の費用は割安になり円滑に運用できるようになった。しかし、デルタIIIの初期の連続した失敗とより先進的なデルタ IV計画とシーローンチの成功により、その技術と部材はデルタIVの開発に貢献したものの、暫定的な機体としてのデルタIIIは退役した。